# Abbazia di Santa Maria al Porale
L'abbazia di Santa Maria al Porale è un luogo di culto cattolico situato nella frazione del Porale nel comune di Ronco Scrivia, nella città metropolitana di Genova.

## Storia e descrizione
Sita nell'omonima frazione, l'abbazia fu fondata dai monaci cistercensi il 13 giugno del 1208 come zona di sosta e preghiera per i pellegrini lungo la Via Postumia. L'area fu abitata dall'ordine monastico per oltre due secoli fino al 1481 quando, con bolla pontificia di papa Sisto IV del 27 ottobre, ne decretava la soppressione.
In seguito abbandonato dai cistercensi, il monastero fu incorporato al priorato di San Teodoro di Genova dei Canonici Regolari Lateranensi, proprietà ecclesiastica che perdurò fino al 1750 con la vendita dell'intero complesso al conte di Ronco Scrivia Napoleone Spinola.
L'odierna struttura è costituita da una cappella e del precedente monastero sono conservate alcune tracce nell'attuale edificio. Sopra l'altare maggiore è conservato l'affresco del 1446 raffigurante la Madonna tra san Giacomo e san Filippo ridipinto, secondo alcuni studi, nel corso del XVIII secolo.